# Robert William Fisher
Robert William Fisher (13 d'abril de 1961) és un fugitiu nord-americà buscat pel presumpte assassinat de la seva dona i els seus dos fills, i l'explosió de la casa en què vivien a Scottsdale, Arizona, el 10 d'abril de 2001. Fisher va ser nomenat per l'Federal Bureau of Investigation com el fugitiu nombre 475 inclòs en la llista de Els deu fugitius més buscats per l'FBI el 29 de juny de 2002.
En el matí del 10 d'abril de 2001, Mary va rebre un tret a la part posterior del cap i les goles dels seus fills van ser tallades en les hores abans que la seva casa explotés a les 08:42. Els bombers van ser alertats immediatament de l'explosió, que va ser prou fort com per ensorrar la paret frontal de maó i sacsejar els marcs de les cases veïnes durant mitja milla (800 m) en totes les direccions. Els bombers van evitar que l'incendi de 20 peus d'altura (6 m) s'estengués a altres cases. Una sèrie d'explosions secundàries més petites, que es creu que van ser causades per municions de fusell o llaunes de pintura, els van obligar a mantenir la seva distància. Un d'ells va patir ferides lleus a la cama quan va perdre l'equilibri i va caure prop de la casa en flames.